# Praproče (gmina Koper)
Praproče – wieś w Słowenii, w gminie miejskiej Koper. 1 stycznia 2018 liczyła 25 mieszkańców.